# 소콜로프 (체코)

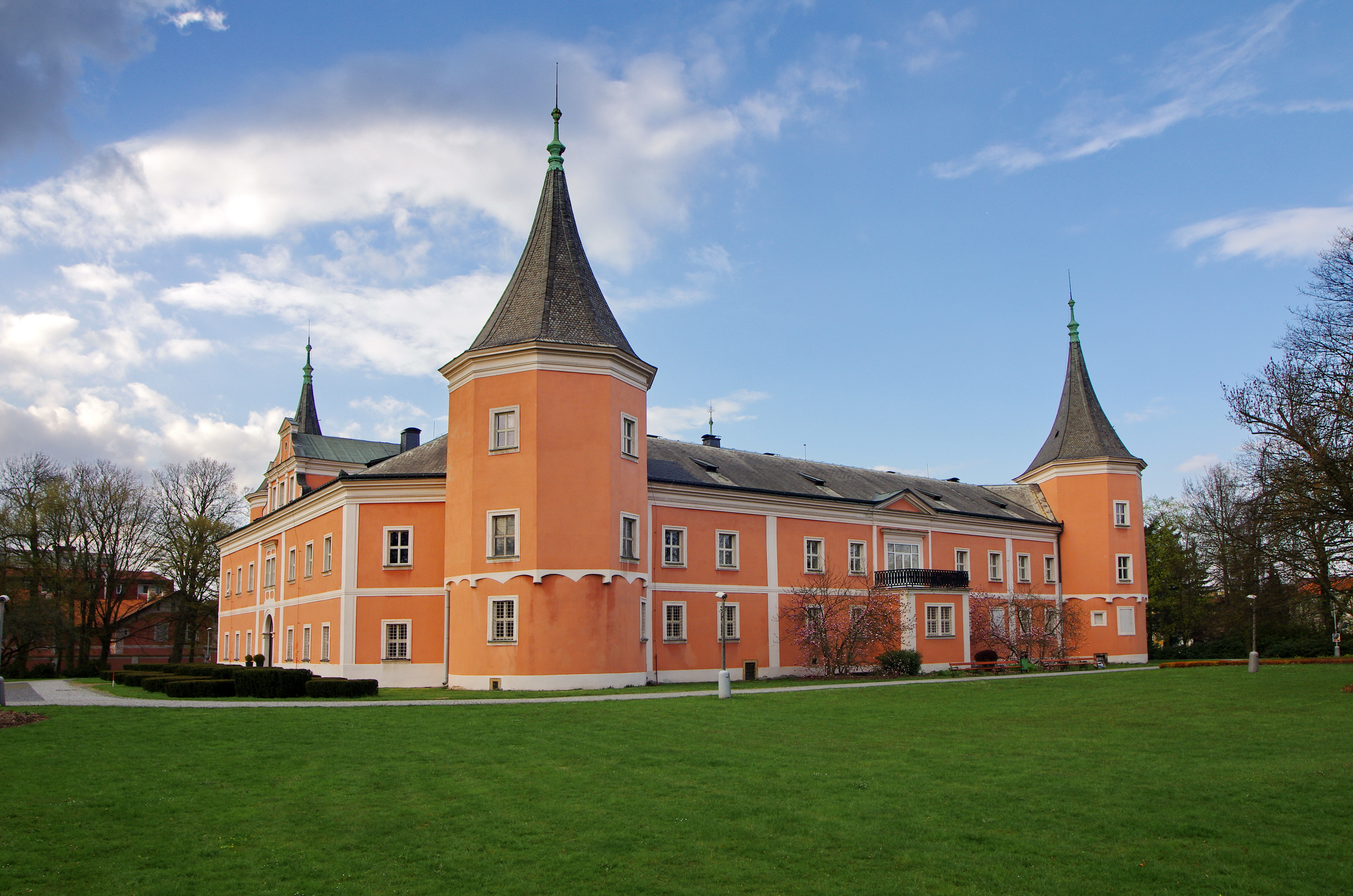
소콜로프성

소콜로프(체코어: Sokolov)는 체코 카를로비바리주에 있는 도시이다. 인구는 29,000명(1989년)이며 행정 구역상으로는 소콜로프구에 속한다. 오흐르제강과 접하고 있고 헤프 북동부에 위치한다. 1948년까지는 팔크노프나트오흐르지(체코어: Falknov nad Ohří, 독일어: Falkenau an der Eger 팔케나우안데어에거[*])라고 불렀으나 제2차 세계 대전 시기에 우크라이나 하르키우 근교에서 벌어진 소콜로보 전투에서 소련 군대와 함께 참전했던 체코슬로바키아 군인들을 기념하기 위하여 지금과 같은 이름으로 변경했다.

## 인구
| 연도 | 인구   | ±%     |
| ---- | ------ | ------ |
| 1869 | 4,370  | —      |
| 1880 | 5,250  | +20.1% |
| 1890 | 6,530  | +24.4% |
| 1900 | 8,679  | +32.9% |
| 1910 | 10,126 | +16.7% |

| 연도 | 인구   | ±%     |
| ---- | ------ | ------ |
| 1921 | 11,429 | +12.9% |
| 1930 | 12,647 | +10.7% |
| 1950 | 9,777  | −22.7% |
| 1961 | 15,242 | +55.9% |
| 1970 | 18,256 | +19.8% |

| 연도 | 인구   | ±%     |
| ---- | ------ | ------ |
| 1980 | 24,763 | +35.6% |
| 1991 | 25,210 | +1.8%  |
| 2001 | 25,081 | −0.5%  |
| 2011 | 23,347 | −6.9%  |
| 2021 | 22,924 | −1.8%  |